# 1905 en aéronautique
Chronologie de l'aéronautique
- 1901
- 1902
- 1903
- 1904
- 1905
- 1906
- 1907
- 1908
- 1909

Cet article présente les faits marquants de l'année 1905 en aéronautique.

## Évènements
- À Santa Clara (Californie) Daniel Maloney vole pendant 20 minutes en prenant son envol à partir d'un ballon à 4 000 pieds (1 220 m) d'altitude. Il s'écrase au cours d'un vol du même type par la suite.

- Un prototype d'hélicoptère parvient à quitter le sol avec une personne à son bord à Monaco.

### Mai
- 4 mai : première sortie du premier dirigeable construit en Italie.

- 14 mai : les Frères Defaux font décoller une maquette d'hélicoptère à Paris.

- 25 mai : premières expériences du capitaine Ferber. Il installe un moteur Peugeot de 12 ch sur un planeur, et déclare alors, « De crête en crête, de ville en ville, de continent en continent », qui dresse le programme à venir pour les aviateurs.
- 27 mai : le capitaine français Ferdinand Ferber effectue le tout premier vol libre contrôlé avec moteur en Europe, avec un biplan à moteur de 6 CV signé Buchet[1].

### Juin
- 7 juin : l'Italien Cordero di Montelemolo parvient à faire décoller un avion de sa fabrication, malgré des ennuis de moteurs. Ce dernier refuse en effet de démarrer, et l'avion est tracté par des chevaux afin de prendre l'air.

- 8 juin : Gabriel Voisin vole au-dessus de la Seine à Paris sur un engin baptisé « Archceacon », tracté par un bateau à moteur.

- 23 juin : premier vol du Flyer III des frères Wright.

### Septembre
- 26 septembre : l'un des frères Wright (pas de précision de prénom disponibles pour les vols des frères Wright en 1905) effectue un vol de 17,961 km en 18 minutes et 9 secondes. (distance et temps de vol non officiels. cf. 1904)

- 29 septembre : l'un des frères Wright effectue un vol de 19,570 km en 19 minutes et 55 secondes. (distance et temps de vol non officiels. cf. 1904)

- 30 septembre : l'un des frères Wright effectue un vol de 17 minutes et 15 secondes. (distance et temps de vol non officiels. cf. 1904)

### Octobre
- 3 octobre : l'un des frères Wright effectue un vol de 24,535 km en 25 minutes et 5 secondes. (distance et temps de vol non officiels. cf. 1904)

- 4 octobre : l'un des frères Wright effectue un vol de 33,456 km en 33 minutes et 17 secondes. (distance et temps de vol non officiels. cf. 1904)

- 5 octobre : l'un des frères Wright effectue un vol de 38,956 km en 38 minutes et 3 secondes. (distance et temps de vol non officiels. cf. 1904)

- 12 - 14 octobre : création de la Fédération aéronautique internationale (FAI) à Paris. La FAI affirme notamment qu'elle est seule habilitée à homologuer les records aériens.